# Cementiri de Calldetenes
El Cementiri de Calldetenes és una obra de Calldetenes (Osona) inclosa a l'Inventari del Patrimoni Arquitectònic de Catalunya.

## Descripció
Cementiri que descriu un recinte de forma rectangular. El portal es troba a la part de migdia i els brancals són dos pilars de pedra, formats per carreus i amb una decoració piramidal a la part superior, el mur té un ampli sòcol de pedra. A la part del N del recinte hi ha una capelleta d'una sola nau, amb un portal rectangular emmarcat per dovelles i un òcul ortogonal al damunt, emmarcat per una decoració de pedra en forma de creu grega. Flanquejada per uns esgrafiats, el capcer és triangular, la teulada presenta un voladís escàs i damunt del carener hi ha una creu grega inscrita dins una circumferència que s'assenta damunt d'un sòcol. A la part interior del mur del recinte s'hi obren els nínxols. L'estat de conservació és bo.

## Història
El nucli de Calldetenes és relativament modern, ja que la primitiva població se centrava a redós de l'església de Sant Martí de Riudeperes. Amb el creixement demogràfic del segle xviii la població es va anar expenent pel camí de vic. El 1778 s'aproven els planells de l'església actual i el 1855 fou reconeguda sufragània de Sant Julià. El 1878 li fou assignat el terme parroquial actual. El portal del cementiri duu la data de 1894 i el portal de l'església és més tardà: 1957.